# タマレ空港
タマレ空港（タマレくうこう、Tamale Airport）はガーナ ノーザン州の州都タマレにある空港。第二次世界大戦中に主要な基地としてタマレ中心部から約3kmのニョヘネ（Nyohene）に建設された。以下の施設が運用されていた。
- Aerodrome control tower
- Rescue and Fire Fighting Service (RFSS)
- Air Traffic Control Offices
- Standby generator Services
- Public places of convenience.

2008年12月に国際空港として使用できるように更新された。それ以前にもアフリカネイションズカップ2008（2008年1月、2月）が開催された際に南アフリカ共和国、チュニジア、アンゴラからの国際便が来ている。

## 就航路線
| 航空会社               | 就航地 |
| ---------------------- | ------ |
| アフリカ・ワールド航空 | アクラ |
| アントラック・エア     | アクラ |
| スターボウ航空         | アクラ |

## ギャラリー

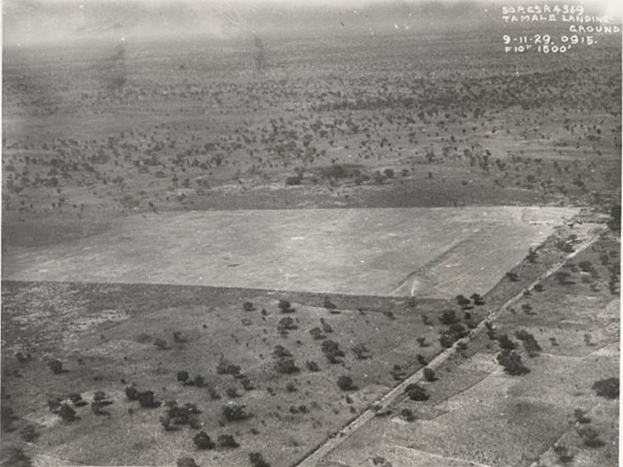
1929年の旧タマレ空港（滑走路のみ）。英領ゴールド・コーストの総督が北部地域を監督するために使われていた。